# Campeonato Brasileiro de Futebol de 1996 - Série C
A Série C do Campeonato Brasileiro de Futebol de 1996 foi a sétima edição da competição equivalente à terceira divisão do futebol do Brasil, disputada por 58 times divididos em 16 grupos na primeira fase, classificando as equipes gradativamente em jogos eliminatórias até a final. O campeão e o vice-campeão foram promovidos à Série B de 1997.
A competição foi vencida pelo Vila Nova, que derrotou o Botafogo-SP nos dois jogos da decisão: 2–1 em Goiânia, na partida de ida, e 1–0 em Ribeirão Preto, no duelo de volta.  O Tigre tornou-se a primeira equipe a conquistar a Série C de forma invicta. Tanto o clube goiano quanto o time do interior de São Paulo conquistaram o acesso para a Série B de 1997.

## Regulamento
A Série C do Campeonato Brasileiro de 1996 foi disputada por 58 clubes. Na primeira fase, as equipes foram divididas em 16 grupos de dois a cinco clubes, jogando entre si em turno e returno dentro de cada grupo, classificando-se os dois melhores de cada chave para a fase seguinte. A partir de então, os 32 classificados se enfretaram em duelos eliminatórios ("mata-mata") até a final. Os dois finalistas foram promovidos para a Série B. Não houve rebaixamento na Série C, uma vez que os clubes se classificam para a competição através dos campeonatos estaduais.
Critérios de desempate
Em caso de empate de pontos entre dois ou mais clubes, o critério de desempate foi o seguinte:
1. Número de vitórias
2. Saldo de gols
3. Gols pró
4. Confronto direto
5. Gols fora de casa

## Primeira fase
A primeira fase foi disputada entre os dias 25 de agosto e 30 de setembro.

### Grupo 1
| Pos | Equipes         | Pts | J | V | E | D | GP | GC | SG |
| --- | --------------- | --- | - | - | - | - | -- | -- | -- |
| 1   | Rio Branco-AC   | 8   | 4 | 2 | 2 | 0 | 3  | 1  | +2 |
| 2   | Ji-Paraná       | 4   | 4 | 1 | 1 | 2 | 7  | 6  | +1 |
| 3   | São Raimundo-AM | 4   | 4 | 1 | 1 | 2 | 6  | 9  | –3 |

|                 | JPR | RBA | SRA |
| --------------- | --- | --- | --- |
| Ji-Paraná       | —   | 0–1 | 4–0 |
| Rio Branco-AC   | 1–1 | —   | 1–0 |
| São Raimundo-AM | 5–3 | 1–1 | —   |

### Grupo 2
| Pos | Equipes     | Pts | J | V | E | D | GP | GC | SG |
| --- | ----------- | --- | - | - | - | - | -- | -- | -- |
| 1   | Nacional-AM | 10  | 4 | 3 | 1 | 0 | 8  | 3  | +5 |
| 2   | Baré        | 7   | 4 | 2 | 1 | 1 | 9  | 6  | +3 |
| 3   | GAS         | 0   | 4 | 0 | 0 | 4 | 4  | 12 | –8 |

|             | BAR | GAS | NAM |
| ----------- | --- | --- | --- |
| Baré        | —   | 4–1 | 0–0 |
| GAS         | 2–3 | —   | 1–2 |
| Nacional-AM | 3–2 | 3–0 | —   |

### Grupo 3
| Pos | Equipes        | Pts | J | V | E | D | GP | GC | SG |
| --- | -------------- | --- | - | - | - | - | -- | -- | -- |
| 1   | Gurupi         | 7   | 4 | 2 | 1 | 1 | 7  | 6  | +1 |
| 2   | Sampaio Corrêa | 6   | 4 | 2 | 0 | 2 | 8  | 6  | +2 |
| 3   | Kaburé         | 4   | 4 | 1 | 1 | 2 | 3  | 6  | –3 |
| 4   | Caxiense       | –   | – | – | – | – | –  | –  | –  |

|                | CXM | GUR | KAB | SAM |
| -------------- | --- | --- | --- | --- |
| Caxiense       | —   | —   | —   | 1–2 |
| Gurupi         | —   | —   | 2–0 | 3–0 |
| Kaburé         | —   | 1–1 | —   | 2–0 |
| Sampaio Corrêa | —   | 5–1 | 3–0 | —   |

### Grupo 4
| Pos | Equipes     | Pts | J | V | E | D | GP | GC | SG |
| --- | ----------- | --- | - | - | - | - | -- | -- | -- |
| 1   | Fortaleza   | 11  | 6 | 3 | 2 | 1 | 10 | 5  | +5 |
| 2   | Ferroviário | 10  | 6 | 3 | 1 | 2 | 9  | 7  | +2 |
| 3   | Corisabbá   | 10  | 6 | 3 | 1 | 2 | 7  | 7  | 0  |
| 4   | River-PI    | 3   | 6 | 1 | 0 | 5 | 3  | 10 | –7 |

|             | CSB | FAC | FOR | RIV |
| ----------- | --- | --- | --- | --- |
| Corisabbá   | —   | 3–1 | 0–0 | 2–1 |
| Ferroviário | 0–1 | —   | 2–1 | 3–0 |
| Fortaleza   | 3–1 | 2–2 | —   | 2–0 |
| River-PI    | 2–0 | 0–1 | 0–2 | —   |

### Grupo 5
| Pos | Equipes             | Pts | J | V | E | D | GP | GC | SG |
| --- | ------------------- | --- | - | - | - | - | -- | -- | -- |
| 1   | Potiguar de Mossoró | 3   | 2 | 1 | 0 | 1 | 3  | 3  | 0  |
| 2   | Pauferrense         | 3   | 2 | 1 | 0 | 1 | 3  | 3  | 0  |

|             | POT | PFE |
| ----------- | --- | --- |
| Potiguar    | —   | 1–0 |
| Pauferrense | 3–2 | —   |

#### Grupo 6
| Pos | Equipe    | Pts | J | V | E | D | GP | GC | SG | Classificado                     |
| --- | --------- | --- | - | - | - | - | -- | -- | -- | -------------------------------- |
| 1   | Porto     | 8   | 4 | 2 | 2 | 0 | 8  | 4  | +4 | Classificado para a segunda fase |
| 2   | Catuense  | 5   | 4 | 1 | 2 | 1 | 3  | 4  | −1 | Classificado para a segunda fase |
| 3   | Confiança | 2   | 4 | 0 | 2 | 2 | 4  | 7  | −3 |                                  |

|           | POR | CAT | CON |
| --------- | --- | --- | --- |
| Porto     | -   | 3-1 | 3-1 |
| Catuense  | 0-0 | -   | 0-0 |
| Confiança | 2-2 | 1-2 | -   |

#### Grupo 7
| Pos | Equipe              | Pts | J | V | E | D | GP | GC | SG  | Classificado                     |
| --- | ------------------- | --- | - | - | - | - | -- | -- | --- | -------------------------------- |
| 1   | CSA                 | 15  | 6 | 5 | 0 | 1 | 14 | 4  | +10 | Classificado para a segunda fase |
| 2   | Fluminense de Feira | 9   | 6 | 3 | 0 | 3 | 9  | 7  | +2  | Classificado para a segunda fase |
| 3   | Itabaiana           | 7   | 6 | 2 | 1 | 3 | 6  | 10 | −4  |                                  |
| 4   | Galícia             | 4   | 6 | 1 | 1 | 4 | 5  | 13 | −8  |                                  |

|                     | CSA | FLU | ITA | GAL |
| ------------------- | --- | --- | --- | --- |
| CSA                 | -   | 2-0 | 2-1 | 7-0 |
| Fluminense de Feira | 0-1 | -   | 3-0 | 2-1 |
| Itabaiana           | 2-0 | 1-4 | -   | 2-1 |
| Galícia             | 1-2 | 2-0 | 0-0 | -   |

#### Grupo 8
| Pos | Equipe       | Pts | J | V | E | D | GP | GC | SG | Classificado                     |
| --- | ------------ | --- | - | - | - | - | -- | -- | -- | -------------------------------- |
| 1   | Operário-MS  | 8   | 4 | 2 | 2 | 0 | 5  | 2  | +3 | Classificado para a segunda fase |
| 2   | Mixto        | 5   | 4 | 1 | 2 | 1 | 3  | 4  | −1 | Classificado para a segunda fase |
| 3   | Comercial-MS | 2   | 4 | 0 | 2 | 2 | 0  | 2  | −2 |                                  |

| -            | OPE | MIX | COM |
| ------------ | --- | --- | --- |
| Operário-MS  | -   | 3-1 | 1-0 |
| Mixto        | 1-1 | -   | 0-0 |
| Comercial-MS | 0-0 | 0-1 | -   |

#### Grupo 9
| Pos | Equipe     | Pts | J | V | E | D | GP | GC | SG | Classificado                     |
| --- | ---------- | --- | - | - | - | - | -- | -- | -- | -------------------------------- |
| 1   | Vila Nova  | 8   | 4 | 2 | 2 | 0 | 5  | 3  | +2 | Classificado para a segunda fase |
| 2   | Uberlândia | 4   | 4 | 1 | 1 | 2 | 6  | 5  | +1 | Classificado para a segunda fase |
| 3   | Anápolis   | 4   | 4 | 1 | 1 | 2 | 3  | 6  | −3 |                                  |

| -          | VIL | UBE | ANA |
| ---------- | --- | --- | --- |
| Vila Nova  | -   | 1-1 | 1-1 |
| Uberlândia | 1-2 | -   | 4-1 |
| Anápolis   | 0-1 | 1-0 | -   |

#### Grupo 10
| Pos | Equipe              | Pts | J | V | E | D | GP | GC | SG | Classificado                     |
| --- | ------------------- | --- | - | - | - | - | -- | -- | -- | -------------------------------- |
| 1   | Botafogo Sobradinho | 11  | 6 | 3 | 2 | 1 | 6  | 5  | +1 | Classificado para a segunda fase |
| 2   | Francana            | 10  | 6 | 3 | 1 | 2 | 11 | 5  | +6 | Classificado para a segunda fase |
| 3   | Uberaba             | 10  | 6 | 3 | 1 | 2 | 4  | 4  | 0  |                                  |
| 4   | Planaltina          | 2   | 6 | 0 | 2 | 4 | 3  | 10 | −7 |                                  |

|                     | SOB | FRA | UBE | PLA |
| ------------------- | --- | --- | --- | --- |
| Botafogo Sobradinho | -   | 0-4 | 1-0 | 3-0 |
| Francana            | 0-1 | -   | 3-1 | 2-2 |
| Uberaba             | 0-0 | 1-0 | -   | 1-0 |
| Planaltina          | 1-1 | 0-2 | 0-1 | -   |

#### Grupo 11
| Pos | Equipe           | Pts | J | V | E | D | GP | GC | SG | Classificado                     |
| --- | ---------------- | --- | - | - | - | - | -- | -- | -- | -------------------------------- |
| 1   | Estrela do Norte | 9   | 4 | 3 | 0 | 1 | 6  | 3  | +3 | Classificado para a segunda fase |
| 2   | Colatina         | 6   | 4 | 2 | 0 | 2 | 3  | 4  | −1 | Classificado para a segunda fase |
| 3   | Vitória-ES       | 3   | 4 | 1 | 0 | 3 | 3  | 5  | −2 |                                  |

|                  | EST | COL | VES |
| ---------------- | --- | --- | --- |
| Estrela do Norte | -   | 1-0 | 2-1 |
| Colatina         | 2-1 | -   | 1-0 |
| Vitória-ES       | 0-2 | 2-0 | -   |

#### Grupo 12
| Pos | Equipe           | Pts | J | V | E | D | GP | GC | SG  | Classificado                     |
| --- | ---------------- | --- | - | - | - | - | -- | -- | --- | -------------------------------- |
| 1   | Rio Branco-SP    | 18  | 8 | 5 | 3 | 0 | 18 | 3  | +15 | Classificado para a segunda fase |
| 2   | Lousano Paulista | 14  | 8 | 4 | 2 | 2 | 8  | 7  | +1  | Classificado para a segunda fase |
| 3   | Juventus         | 9   | 8 | 2 | 3 | 3 | 7  | 7  | 0   |                                  |
| 4   | Tupi             | 8   | 8 | 2 | 2 | 4 | 4  | 11 | −7  |                                  |
| 5   | Barra Mansa      | 5   | 8 | 1 | 2 | 5 | 4  | 13 | −9  |                                  |

|                  | RBR | PTA | JUV | TUP | BMA |
| ---------------- | --- | --- | --- | --- | --- |
| Rio Branco-SP    | -   | 1-1 | 0-0 | 4-0 | 3-0 |
| Lousano Paulista | 1-4 | -   | 1-0 | 2-0 | 2-1 |
| Juventus         | 0-2 | 0-0 | -   | 2-0 | 4-2 |
| Tupi             | 1-1 | 0-1 | 2-1 | -   | 1-0 |
| Barra Mansa      | 0-3 | 1-0 | 0-0 | 0-0 | -   |

#### Grupo 13
| Pos | Equipe                             | Pts | J | V | E | D | GP | GC | SG  | Classificado                     |
| --- | ---------------------------------- | --- | - | - | - | - | -- | -- | --- | -------------------------------- |
| 1   | Botafogo-SP                        | 15  | 8 | 4 | 3 | 1 | 15 | 5  | +10 | Classificado para a segunda fase |
| 2   | Corinthians de Presidente Prudente | 12  | 8 | 4 | 0 | 4 | 13 | 17 | −4  | Classificado para a segunda fase |
| 3   | Comercial-SP                       | 11  | 8 | 3 | 2 | 3 | 11 | 9  | +2  |                                  |
| 4   | União Bandeirante                  | 10  | 8 | 2 | 4 | 2 | 7  | 7  | 0   |                                  |
| 5   | Matsubara                          | 6   | 8 | 1 | 3 | 4 | 11 | 19 | −8  |                                  |

|                                    | BOT | COR | COM | UBA | MAT |
| ---------------------------------- | --- | --- | --- | --- | --- |
| Botafogo-SP                        | -   | 5-0 | 0-0 | 1-2 | 4-1 |
| Corinthians de Presidente Prudente | 1-2 | -   | 1-0 | 2-1 | 5-3 |
| Comercial-SP                       | 0-2 | 2-0 | -   | 2-1 | 2-3 |
| União Bandeirante                  | 0-0 | 2-1 | 2-3 | -   | 0-0 |
| Matsubara                          | 1-1 | 2-3 | 1-4 | 0-0 | -   |

#### Grupo 14
| Pos | Equipe             | Pts | J | V | E | D | GP | GC | SG | Classificado                     |
| --- | ------------------ | --- | - | - | - | - | -- | -- | -- | -------------------------------- |
| 1   | Atlético Soroacaba | 11  | 6 | 3 | 2 | 1 | 10 | 6  | +4 | Classificado para a segunda fase |
| 2   | Rio Branco-PR      | 9   | 6 | 2 | 3 | 1 | 10 | 8  | +2 | Classificado para a segunda fase |
| 3   | Juventus-SC        | 9   | 6 | 2 | 3 | 1 | 7  | 6  | +1 |                                  |
| 4   | Sãocarlense        | 2   | 6 | 0 | 2 | 4 | 2  | 9  | −7 |                                  |

|                    | SOR | RBR | JUV | SCA |
| ------------------ | --- | --- | --- | --- |
| Atlético Soroacaba | -   | 3-1 | 2-0 | 0-0 |
| Rio Branco-PR      | 4-2 | -   | 2-2 | 2-0 |
| Juventus-SC        | 1-1 | 0-0 | -   | 2-0 |
| Sãocarlense        | 0-2 | 1-1 | 1-2 | -   |

#### Grupo 15
| Pos | Equipe      | Pts | J | V | E | D | GP | GC | SG | Classificado                     |
| --- | ----------- | --- | - | - | - | - | -- | -- | -- | -------------------------------- |
| 1   | Caxias      | 10  | 6 | 3 | 1 | 2 | 9  | 5  | +4 | Classificado para a segunda fase |
| 2   | Cascavel    | 9   | 6 | 3 | 0 | 3 | 9  | 8  | +1 | Classificado para a segunda fase |
| 3   | Chapecoense | 9   | 6 | 3 | 0 | 3 | 6  | 9  | −3 |                                  |
| 4   | São Luiz    | 7   | 6 | 2 | 1 | 3 | 8  | 10 | −2 |                                  |

|             | CAX | CAS | CHA | SLU |
| ----------- | --- | --- | --- | --- |
| Caxias      | -   | 2-3 | 3-0 | 3-1 |
| Cascavel    | 0-1 | -   | 1-0 | 4-1 |
| Chapecoense | 1-0 | 2-1 | -   | 2-1 |
| São Luiz    | 0-0 | 2-0 | 3-1 | -   |

#### Grupo 16
| Pos | Equipe            | Pts | J | V | E | D | GP | GC | SG | Classificado                     |
| --- | ----------------- | --- | - | - | - | - | -- | -- | -- | -------------------------------- |
| 1   | Figueirense       | 14  | 8 | 4 | 2 | 2 | 12 | 7  | +5 | Classificado para a segunda fase |
| 2   | Tubarão           | 13  | 8 | 4 | 1 | 3 | 12 | 12 | 0  | Classificado para a segunda fase |
| 3   | Pelotas           | 12  | 8 | 3 | 3 | 2 | 16 | 12 | +4 |                                  |
| 4   | Avaí              | 11  | 8 | 3 | 2 | 3 | 15 | 15 | 0  |                                  |
| 5   | Brasil de Pelotas | 4   | 8 | 0 | 4 | 4 | 5  | 14 | −9 |                                  |

|                   | FIG | TUB | PEL | AVA | BRA |  |
| ----------------- | --- | --- | --- | --- | --- |  |
| Figueirense       | -   | 2-1 | 3-0 | 3-0 | 2-0 |  |
| Tubarão           | 1-0 | -   | 3-2 | 2-0 | 1-0 |  |
| Pelotas           | 3-0 | 4-2 | -   | 4-2 | 1-1 |  |
| Avaí              | 1-1 | 4-2 | 1-1 | -   | 7-2 |  |
| Brasil de Pelotas | 1-1 | 0-0 | 1-1 | 4-1 | -   |  |

## Fase Mata-Mata

### Segunda Fase
| Equipe 1            | Total   | Equipe 2                           | 1.º jogo | 2.º jogo |
| ------------------- | ------- | ---------------------------------- | -------- | -------- |
| Fluminense de Feira | 2–1     | Colatina                           | 2–0      | 0–1      |
| Gurupi              | 0–7     | Vila Nova                          | 0–3      | 0–4      |
| Ji-Paraná           | 4–2     | Baré                               | 1–1      | 3–1      |
| Nacional            | 3–2     | Rio Branco-AC                      | 2–0      | 1–2      |
| Potiguar de Mossoró | 5–2     | Ferroviário                        | 4–1      | 1–1      |
| Fortaleza           | 2–4     | Sampaio Corrêa                     | 1–3      | 1–1      |
| CSA                 | 2–1     | Catuense                           | 1–1      | 1–0      |
| Pauferrense         | 1–1(gf) | Porto                              | 1–1      | 0–0      |
| Botafogo Sobradinho | 2–3     | Mixto                              | 0–0      | 2–3      |
| Operário-MS         | 4–8     | Francana                           | 2–2      | 2–6      |
| Rio Branco-PR       | 6–2     | Corinthians de Presidente Prudente | 4–0      | 2–2      |
| Lousano Paulista    | 2–2(gf) | Figueirense                        | 2–1      | 0–1      |
| Tubarão             | 4–2     | Caxias                             | 1–1      | 3–1      |
| Estrela do Norte    | 3–5     | Rio Branco-SP                      | 2–1      | 1–4      |
| Atlético Sorocaba   | 2–2(p)  | Cascavel                           | 2–0      | 0–2      |
| Botafogo-SP         | 4–1     | Uberlândia                         | 2–0      | 2–1      |

### Oitavas de Final
| Equipe 1            | Total | Equipe 2          | 1.º jogo | 2.º jogo |
| ------------------- | ----- | ----------------- | -------- | -------- |
| Fluminense de Feira | 1–5   | Vila Nova         | 0–2      | 1–3      |
| Ji-Paraná           | 1–2   | Nacional          | 1–0      | 0–2      |
| Potiguar de Mossoró | 2–6   | Sampaio Corrêa    | 2–1      | 0–5      |
| Porto               | 3–1   | CSA               | 3–1      | 0–0      |
| Mixto               | 2–6   | Francana          | 1–3      | 1–3      |
| Rio Branco-PR       | 1–2   | Figueirense       | 1–0      | 0–2      |
| Tubarão             | 3–6   | Rio Branco-SP     | 3–1      | 0–5      |
| Botafogo-SP         | 3–1   | Atlético Sorocaba | 2–0      | 1–1      |

### Quartas de Final
| Equipe 1       | Total   | Equipe 2      | 1.º jogo | 2.º jogo |
| -------------- | ------- | ------------- | -------- | -------- |
| Nacional       | 0–4     | Vila Nova     | 0–1      | 0–3      |
| Sampaio Corrêa | 5–5(gf) | Porto         | 4–3      | 1–2      |
| Francana       | 4–4(p)  | Figueirense   | 3–1      | 1–3      |
| Botafogo-SP    | 3–1     | Rio Branco-SP | 2–0      | 1–1      |

### Semifinal
| Equipe 1    | Total | Equipe 2    | 1.º jogo | 2.º jogo |
| ----------- | ----- | ----------- | -------- | -------- |
| Porto       | 3–5   | Vila Nova   | 0–0      | 3–5      |
| Figueirense | 2–3   | Botafogo-SP | 2–0      | 0–3      |

### Final
| Equipe 1  | Total | Equipe 2    | 1.º jogo | 2.º jogo |
| --------- | ----- | ----------- | -------- | -------- |
| Vila Nova | 3–1   | Botafogo-SP | 2–1      | 1–0      |

## Classificação
| Tabela de classificação | Tabela de classificação            | Tabela de classificação | Tabela de classificação | Tabela de classificação | Tabela de classificação | Tabela de classificação | Tabela de classificação | Tabela de classificação | Tabela de classificação |
| C.                      | Time                               | PG                      | J                       | V                       | E                       | D                       | GP                      | GC                      | SG                      |
| ----------------------- | ---------------------------------- | ----------------------- | ----------------------- | ----------------------- | ----------------------- | ----------------------- | ----------------------- | ----------------------- | ----------------------- |
| 1                       | Vila Nova                          | 36                      | 14                      | 11                      | 3                       | 0                       | 29                      | 8                       | +21                     |
| 2                       | Botafogo-SP                        | 32                      | 18                      | 9                       | 5                       | 4                       | 28                      | 13                      | +15                     |
| 3                       | Figueirense                        | 26                      | 16                      | 8                       | 2                       | 6                       | 22                      | 17                      | +5                      |
| 4                       | Porto                              | 18                      | 12                      | 4                       | 6                       | 2                       | 20                      | 16                      | +4                      |
| 5                       | Rio Branco-SP                      | 25                      | 14                      | 7                       | 4                       | 3                       | 31                      | 13                      | +18                     |
| 6                       | Francana                           | 23                      | 12                      | 7                       | 2                       | 3                       | 29                      | 15                      | +14                     |
| 7                       | Sampaio Corrêa                     | 16                      | 10                      | 5                       | 1                       | 4                       | 23                      | 14                      | +9                      |
| 8                       | Nacional-AM                        | 16                      | 10                      | 5                       | 1                       | 4                       | 13                      | 10                      | +3                      |
| 9                       | CSA                                | 20                      | 10                      | 6                       | 2                       | 2                       | 17                      | 8                       | +4                      |
| 10                      | Tubarão                            | 20                      | 12                      | 6                       | 2                       | 4                       | 20                      | 20                      | 0                       |
| 11                      | Rio Branco-PR                      | 16                      | 10                      | 4                       | 4                       | 2                       | 17                      | 12                      | +5                      |
| 12                      | Atlético Sorocaba                  | 15                      | 10                      | 4                       | 3                       | 3                       | 13                      | 11                      | +2                      |
| 13                      | Fluminense de Feira                | 12                      | 10                      | 4                       | 0                       | 6                       | 12                      | 13                      | -1                      |
| 14                      | Ji-Paraná                          | 11                      | 8                       | 3                       | 2                       | 3                       | 12                      | 11                      | +1                      |
| 15                      | Potiguar de Mossoró                | 10                      | 6                       | 3                       | 1                       | 2                       | 10                      | 11                      | -1                      |
| 16                      | Mixto                              | 9                       | 8                       | 2                       | 3                       | 3                       | 8                       | 12                      | -4                      |
| 17                      | Paulista                           | 17                      | 10                      | 5                       | 2                       | 3                       | 10                      | 9                       | +1                      |
| 18                      | Fortaleza                          | 15                      | 8                       | 4                       | 3                       | 1                       | 12                      | 9                       | +3                      |
| 19                      | Corinthians de Presidente Prudente | 13                      | 10                      | 4                       | 1                       | 5                       | 15                      | 23                      | -8                      |
| 20                      | Cascavel                           | 12                      | 8                       | 4                       | 0                       | 4                       | 11                      | 10                      | +1                      |
| 21                      | Estrela do Norte                   | 12                      | 6                       | 4                       | 0                       | 2                       | 9                       | 8                       | +1                      |
| 22                      | Botafogo Sobradinho                | 12                      | 8                       | 3                       | 3                       | 2                       | 8                       | 8                       | 0                       |
| 23                      | Caxias                             | 11                      | 8                       | 3                       | 2                       | 3                       | 11                      | 9                       | +2                      |
| 24                      | Rio Branco-AC                      | 11                      | 6                       | 3                       | 2                       | 1                       | 5                       | 4                       | +1                      |
| 25                      | Ferroviário                        | 11                      | 8                       | 3                       | 2                       | 3                       | 11                      | 12                      | -1                      |
| 26                      | Colatina                           | 9                       | 6                       | 3                       | 0                       | 3                       | 4                       | 6                       | -2                      |
| 27                      | Operário-MS                        | 9                       | 6                       | 2                       | 3                       | 1                       | 9                       | 10                      | -1                      |
| 28                      | Baré                               | 8                       | 6                       | 2                       | 2                       | 2                       | 11                      | 10                      | +1                      |
| 29                      | Gurupi                             | 7                       | 6                       | 2                       | 1                       | 3                       | 7                       | 13                      | -6                      |
| 30                      | Pauferrense                        | 6                       | 4                       | 1                       | 3                       | 0                       | 4                       | 4                       | 0                       |
| 31                      | Catuense                           | 6                       | 6                       | 1                       | 3                       | 2                       | 4                       | 6                       | -2                      |
| 32                      | Uberlândia                         | 4                       | 6                       | 1                       | 1                       | 4                       | 7                       | 9                       | -2                      |
| 33                      | Pelotas                            | 12                      | 8                       | 3                       | 3                       | 2                       | 16                      | 12                      | +4                      |
| 34                      | Comercial-SP                       | 11                      | 8                       | 3                       | 2                       | 3                       | 11                      | 9                       | +2                      |
| 35                      | Avaí                               | 11                      | 8                       | 3                       | 2                       | 3                       | 15                      | 15                      | 0                       |
| 36                      | Cori-Sabbá                         | 10                      | 6                       | 3                       | 1                       | 2                       | 7                       | 7                       | 0                       |
| 37                      | Uberaba                            | 10                      | 6                       | 3                       | 1                       | 2                       | 4                       | 4                       | 0                       |
| 38                      | União Bandeirante                  | 10                      | 8                       | 2                       | 4                       | 2                       | 7                       | 7                       | 0                       |
| 39                      | Chapecoense                        | 9                       | 6                       | 3                       | 0                       | 3                       | 6                       | 9                       | -2                      |
| 40                      | Juventus-SC                        | 9                       | 6                       | 2                       | 3                       | 1                       | 7                       | 6                       | +1                      |
| 41                      | Juventus                           | 9                       | 8                       | 2                       | 3                       | 3                       | 7                       | 7                       | 0                       |
| 42                      | Tupi                               | 8                       | 8                       | 2                       | 2                       | 4                       | 4                       | 11                      | -7                      |
| 43                      | São Luíz                           | 7                       | 6                       | 2                       | 1                       | 3                       | 8                       | 10                      | -2                      |
| 44                      | Itabaiana                          | 7                       | 6                       | 2                       | 1                       | 3                       | 6                       | 10                      | -4                      |
| 45                      | Matsubara                          | 6                       | 8                       | 1                       | 3                       | 4                       | 11                      | 19                      | -8                      |
| 46                      | Barra Mansa                        | 5                       | 8                       | 1                       | 2                       | 5                       | 4                       | 13                      | -9                      |
| 47                      | São Raimundo-AM                    | 4                       | 4                       | 1                       | 1                       | 2                       | 6                       | 9                       | -3                      |
| 48                      | Anápolis                           | 4                       | 4                       | 1                       | 1                       | 2                       | 3                       | 6                       | -3                      |
| 49                      | Kaburé                             | 4                       | 4                       | 1                       | 1                       | 2                       | 3                       | 6                       | -3                      |
| 50                      | Galícia                            | 4                       | 6                       | 1                       | 1                       | 4                       | 5                       | 13                      | -8                      |
| 51                      | Brasil de Pelotas                  | 4                       | 8                       | 0                       | 4                       | 4                       | 5                       | 14                      | -9                      |
| 52                      | Vitória-ES                         | 3                       | 4                       | 1                       | 0                       | 3                       | 3                       | 5                       | -2                      |
| 53                      | Ríver                              | 3                       | 6                       | 1                       | 0                       | 5                       | 3                       | 10                      | -7                      |
| 54                      | Comercial-MS                       | 2                       | 4                       | 0                       | 2                       | 2                       | 0                       | 2                       | -2                      |
| 55                      | Confiança                          | 2                       | 4                       | 0                       | 2                       | 2                       | 4                       | 7                       | -3                      |
| 56                      | Planaltina                         | 2                       | 6                       | 0                       | 2                       | 4                       | 3                       | 10                      | -7                      |
| 57                      | Sãocarlense                        | 2                       | 6                       | 0                       | 2                       | 4                       | 2                       | 9                       | -7                      |
| 58                      | GAS                                | 0                       | 4                       | 0                       | 0                       | 4                       | 4                       | 12                      | -8                      |

| PG – Pontos ganhos; J – Jogos disputados; V - Vitórias; E - Empates; D - Derrotas; GP – Gols pró; GC – Gols contra; SG – Saldo de gols |

Classificação
|  |                                 |
|  | Campeão                         |
|  | Vice-campeão                    |
|  | Eliminados na Semi-Final        |
|  | Eliminados nas Quartas-de-Final |
|  | Eliminados nas Oitavas-de-Final |
|  | Eliminados na Segunda Fase      |
|  | Eliminados na Primeira Fase     |

## Campeão
| Campeão Brasileiro de 1996 (Série C) |
| Goiás                                |
| ------------------------------------ |
| Vila Nova Futebol Clube (1º título)  |